# Giuseppe Migone
Giuseppe Migone (* 11. Mai 1875 in Genua, Italien; † 1. Januar 1951 in Rom) war ein Kurienerzbischof der römisch-katholischen Kirche.

## Leben
Giuseppe Migone studierte Philosophie und Katholische Theologie am Almo Collegio Capranica in Rom. Er empfing am 14. August 1898 durch den Erzbischof von Genua, Tommaso Reggio, das Sakrament der Priesterweihe für das Erzbistum Genua. Migone war Privatsekretär von Papst Benedikt XV. Am 20. Dezember 1923 wurde ihm der Ehrentitel eines Päpstlichen Hausprälaten verliehen. 
Am 19. Dezember 1935 ernannte ihn Papst Pius XI. zum Titularerzbischof von Nicomedia und bestellte ihn zum Päpstlichen Almosenier. Pius XI. spendete ihm am 19. Januar 1936 im Petersdom die Bischofsweihe; Mitkonsekratoren waren der emeritierte Erzbischof von Izmir, Giovanni Battista Federico Vallega, und der Sakristan des Papstes, Kurienbischof Agostino Zampini OSA.